# Poço horizontal

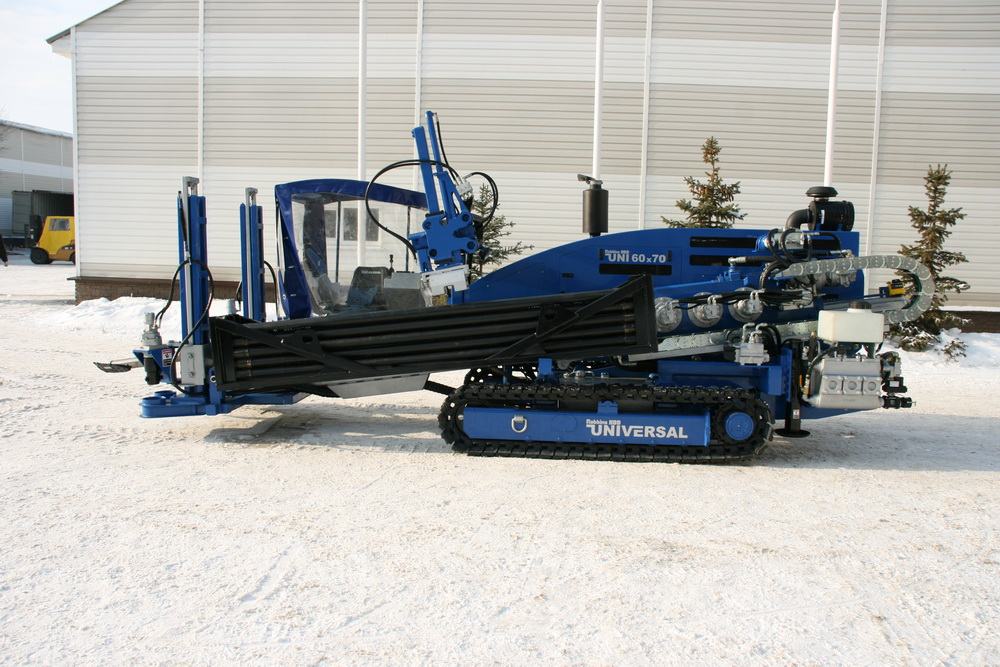
Poço horizontal.

Poços horizontais, são poços principalmente utilizados na exploração e produção de combustíveis fósseis, destacadamente poços de petróleo que atingem ângulos da perfuração e suas estruturas e posicionamento de equipamentos próximos de 90º em relação à vertical. Tem se tornado muito comuns, pois sua disposição no espaço possibilita a exposição aos equipamentos de extração de grandes trechos do reservatório, com o consequente aumento da vazão de óleo produzido.
A perfuração de tais poços teve considerável aumento nos últimos anos e atualmente, juntamente com os poços direcionais, constitui o padrão de perfuração e implementação utilizado na indústria para poços de desenvolvimento. O aumento da perfuração de poços horizontais é consequência do desenvolvimento de técnicas de perfuração horizontal somado ao fato destes poços permitirem o aumento da recuperação total das reservas.